# Letra historiada

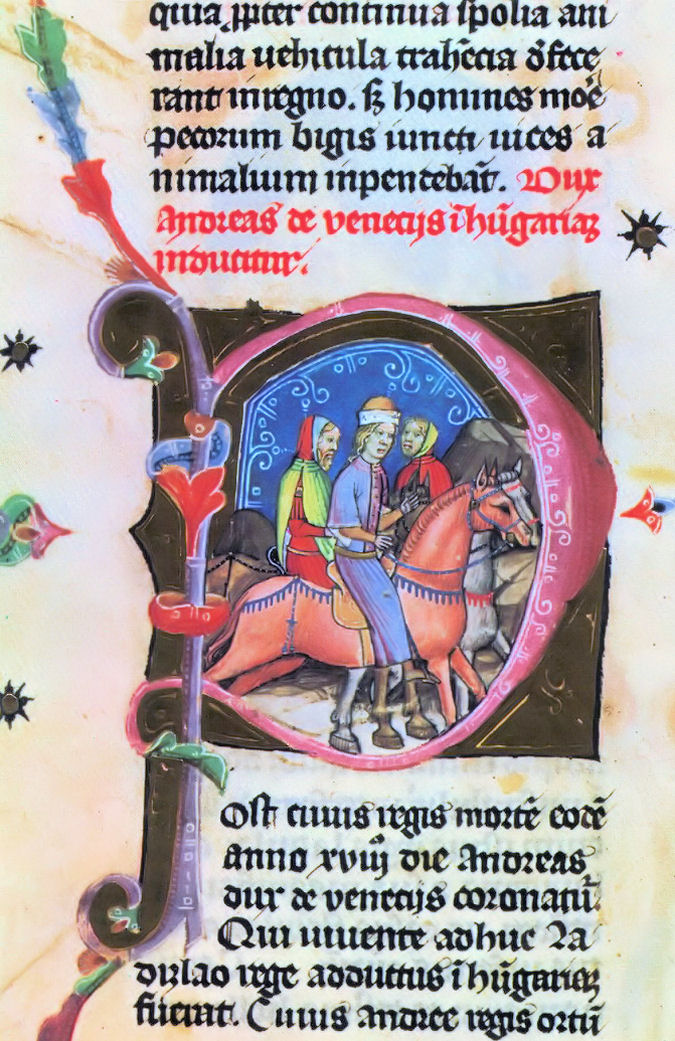
Letra historiada del códice Cronicum Pictum

Las letras historiadas u ornamentadas son grandes letras iniciales con figuras y adornos varios. 
Las letras historiadas en el arte románico se forman de entrelazados o de caprichosas figuras humanas (letras antropomórficas) o de cuadrúpedos, aves o peces, denominándose estas últimas respectivamente zoográficas, ornitóideas e ictiomorfas. 
Desde el siglo XIII la verdadera inicial historiada se construye por una letra gótica pintada que abraza un asunto religioso o histórico o una sola imagen, aunque frecuentemente sustituye a las historias una labor de filigrana de oro o de color pero distinto de la letra.